# Lars Gerner
Lars Henrik Gerner (født 8. maj 1960) er en tidligere dansk fodbolddommer.
Han dømte i Superligaen fra 1992 til 1999, hvor det i alt blev til 122 kampe. Han debuterede i Superligaen d. 26. april 1992 i kampen mellem Næstved IF og Silkeborg IF, der endte 3-0.
Efter 9 sæsoner i landets bedste række som dommer og efterfølgende et par sæsoner som linjedommer valgte Gerner selv at stoppe i sommeren 2003 pga. rygproblemer.
Lars Gerner arbejder som matematiklærer på Borup privatskole til daglig.